# Tourville (1788)
Pour les autres navires du même nom, voir Tourville (navire).
 (novembre 2024).
Si vous disposez d'ouvrages ou d'articles de référence ou si vous connaissez des sites web de qualité traitant du thème abordé ici, merci de compléter l'article en donnant les références utiles à sa vérifiabilité et en les liant à la section « Notes et références ».
Le Tourville est un vaisseau de ligne de 74 canons de la classe Téméraire de la République française puis de la marine impériale et enfin dans la Royale.

## Historique
Le 1 juin 1787, la quille est posée[réf. souhaitée]. 
Le 16 septembre 1988 a lieu le lancement[réf. souhaitée]. 
En 1790, le Tourville est sous le commandement d'Armand de Saint-Félix. 
En août 1793, le vaisseau est endommagé par une tempête qui tue son capitaine, et doit rentrer à Brest. En septembre, une mutinerie éclate à son bord.
Le Tourville participe à la bataille du 13 prairial an II, à l'expédition d'Irlande puis à la croisière de Bruix.
Il est retiré du service en 1833 et finalement démantelé à Brest en 1841.